# 徐顕卿

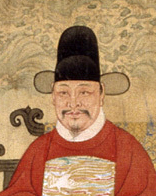
徐顕卿の常服像

徐 顕卿（しょ けんけい、1537年 - 1602年）は、明代の官僚。字は公望、号は検庵。蘇州府長洲県の出身で、後に常州府宜興県に移った。

## 生涯
1568年（隆慶2年）に進士になり、翰林院庶吉士となった。万暦年間に詹事府少詹事、詹事、翰林院侍講学士、礼部右侍郎、吏部右侍郎の職を歴任する。著書は『天遠楼集』27巻。